# Dingonek
El dingonek es un Criptido escamoso, con cola de escorpión, con dientes de sable presuntamente visto en las junglas congolesas africanas (principalmente aquellas de la República Democrática del Congo), y aun así es otro en una larga lista de criptidos africanos—como el Chipekwe, el Jago-nini y el Emela-ntouka. En Brakfontein Ridge, en la Provincia Occidental del Cabo en Sudáfrica hay una pintura rupestre de una criatura desconocida que encaja con la descripción del dingonek, incluso con sus colmillos de morsa.

## Anatomía y apariencia
Se dice que mora en los ríos y lagos de África occidental, el Dingonek ha sido descrito de color rojo o gris, midiendo de 3 a 6 metros (9-18 pies) de largo, con una cabeza cuadrada, a veces con un cuerno largo, diente de sable—el cual le ha dado su apodo de "Morsa de Jungla"—y una cola que finaliza en un huesudo apéndice, tipo dardo, el cual se presume es capaz de secretar un veneno mortífero. Esta criatura es también conocida por estar cubierta de pies a cabeza de una piel moteada, que ha sido comparada con el mirmecófago (comedor de hormigas) asiático de aspecto prehistórico conocido como pangolín. La descripción que de él hace John Alfred Jordan, un explorador que dijo haberle disparado a este monstruo desconocido en el río Maggori, Kenia en 1907, aclamo que esta  criatura cubierta de escamas era de al menos unos 18 pies de largo y poseía garras de reptil, una espalda moteada, una cola larga, y una cabeza grande, curvado, y con colmillos estilo morsa. Un disparó con una .303 solo sirvió para enfadarlo.

## Comportamiento
Se dice que es extremadamente territorial y ha sido conocido por matar hipopótamos, cocodrilos e incluso pescadores descuidados, quiénes han tenido la desgracia de vagar demasiado cerca de sus nidos acuáticos.

## Cultura popular
El dingonek se menciona en la novela Bengalí "Chander Pahar" por Bibhutibhushan Bandyopadhyay.